# Джамал Уариаши
Джамал Уариаши (на нидерландски: Jamal Ouariachi) е нидерландски писател.

## Биография и творчество
Роден е на 12 декември 1978 г. в Амстердам. Майка му е нидерландка, а баща му мароканец. Учи психология и работи като онлайн терапевт преди да се насочи към писането като основно занимание. Първият роман на Уариаши „Унищожението на Проспер Морел“ излиза през 2010 г. Вторият му роман „Нежност“ е номиниран за няколко големи международни награди. Уариаши печели наградата на Европейския съюз за литература през 2017 г. с романа си „Глад“.

## Произведения

### Романи
- De vernietiging van Prosper Morèl (2010)
- Vertedering (2013)
- 25 (2013) – Първа част от трилогията „25 45 70“ от Джамал Оуариачи, Дейвид Пефко и Даан Херма ван Вос
- Een honger (2015) – награда за литература на Европейския съюз
Глад, изд.: ИК „Колибри“, София (2019), прев. Мария Енчева

### Сборници
- Herinneringen in Aluminiumfolie (2017)